# سرطانة الخلايا الكبيرة في الرئة مع نمط ظاهري عصوي
سرطانة الخلايا الكبيرة في الرئة مع نمط ظاهري عصوي (المخطط) شكل نسيجي نادر لسرطان الرئة، يُصنف حاليًا كأحد متغيرات سرطانة الرئة كبيرة الخلايا. من أجل تصنيف سرطانة الرئة كبيرة الخلايا ضمن إحدى متغيرات النمط الظاهري الربدي، يجب أن تحتوي 10% على الأقل من خلايا الورم الخبيث على بنى مميزة تتكون من خيوط متوسطة متشابكة تزيح نواة الخلية نحو الخارج باتجاه غشاء الخلية. وجود اليوزينيات المجدلة في خلايا سرطانة الرئة كبيرة الخلايا من النمط الظاهري الربدي تعطيها تشابهًا مجهريًا مع الخلايا الخبيثة الموجودة في الساركوما العضلية المخططة، وهو ورم نادر ينشأ من العضلات الهيكلية المتحولة. رغم أوجه التشابه المجهري، لا ترتبط سرطانة الرئة كبيرة الخلايا من النمط الظاهري الربدي بالساركوما العضلية المخططة.
رغم أن المتغيرات الربدية لسرطانة الرئة كبيرة الخلايا تُسمى أحيانًا باسم «السرطانات الربدية»، يجب أن يقتصر هذا المصطلح الخاص على الأورام الربدية «النقية» (أي تلك التي لا تحتوي على خلايا تتضمن متغيرات نسيجية أخرى).

## التصنيف
تعتبر سرطانات الرئة الآن عائلة كبيرة ومتغايرة من الأورام التي تتميز بخصائص وراثية وبيولوجية وسريرية متنوعة. تم تحديد نحو 50 نوع مختلف من سرطان الرئة بموجب مراجعة عام 2004 لنظام التصنيف النسيجي التابع لمنظمة الصحة العالمية، وهو المخطط الأكثر شهرة لتصنيف سرطان الرئة والأكثر استخدامًا. أكدت الدراسات الحديثة أن نموذج التصنيف القديم لـ«السرطانة صغيرة الخلايا مقابل السرطانة غير صغيرة الخلايا» عفا عليه الزمن الآن، وأن «التصنيف الفرعي الصحيح» لحالات سرطان الرئة ضروري لضمان تلقي المرضى العلاج الأمثل.
أكثر من 99% من سرطانات الرئة الأولية هي من نمط كارسينوما (سرطانة)، وهي أورام تتكون من خلايا تنشأ من الأديم الظاهر أو الأديم الباطن الجنيني، أو التي تتميز بخصائص ظهارية أو تمايز ظهاري. حددت منظمة الصحة العالمية عام 2004 ثماني مجموعات رئيسية من سرطانات الرئة:
- سرطانة حرشفية الخلايا الرئوية
- سرطان الخلايا الصغيرة
- سرطانة غدية رئوية
- سرطانة الرئة كبيرة الخلايا
- سرطانة غدية حرشفية
- سرطانة ساركوماتويد
- ورم سرطاوي
- سرطانة الرئة الشبيهة بالغدة اللعابية

تعتبر سرطانة الرئة كبيرة الخلايا من النمط الظاهري الربدي إحدى متغيرات سرطانة الخلايا الكبيرة.

## تكوين الأنسجة
إن تكوين الأنسجة لمعظم سرطانات الرئة غير مفهوم جيدًا. يُعتقد أن سرطان الرئة ينشأ من النمو غير المضبوط «للخلايا الجذعية السرطانية» الطافرة والمتحولة والمتعددة القدرات ذات الخصائص الظهارية. عند النظر إليها تحت المجهر الضوئي، تكون الخلايا السرطانية المتحولة في سرطانة الرئة كبيرة الخلايا غير متمايزة، وتفتقر إلى الخصائص البنيوية الخلوية والنسيجية لأنواع سرطانات الرئة وأنواعها الفرعية ومتغيراتها الأخرى. مع ذلك، أظهرت الدراسات المجهرية الانتخابية أن العديد من سرطانات الرئة كبيرة الخلايا تملك الخصائص البنيوية الدقيقة لأنواع الأورام الأخرى (مثل السرطانة الغدية والسرطانة حرشفية الخلايا)، وأن السرطانات الربدية تظهر نفس الخصائص عادةً.

## العلاج
لأن سرطانة الرئة كبيرة الخلايا من النمط الظاهري الربدي نادرة جدًا، لم تُجر أي تجارب سريرية على الإطلاق تتناول علاج هذا النوع من سرطان الرئة. بما أن سرطانة الرئة كبيرة الخلايا من النمط الظاهري الربدي تعتبر شكلاً من أشكال سرطانة الرئة غير صغيرة الخلايا، يلتزم معظم الأطباء بإرشادات علاج سرطانة الرئة غير صغيرة الخلايا المنشورة في حالات السرطانات الربدية. عندما يكون ممكنًا، يكون الاستئصال الجراحي الجذري العلاج الأساسي المفضل في المرحلة المبكرة من سرطانة الرئة غير صغيرة الخلايا، ويمكن تطبيقه مع أو بدون العلاج الكيميائي و/أو العلاج الإشعاعي كعلاج مساند، أو علاج مساعد جديد، أو علاج تلطيفي، اعتمادًا على مرحلة المرض وحالة المريض الفردية.